# 薩德斯卡

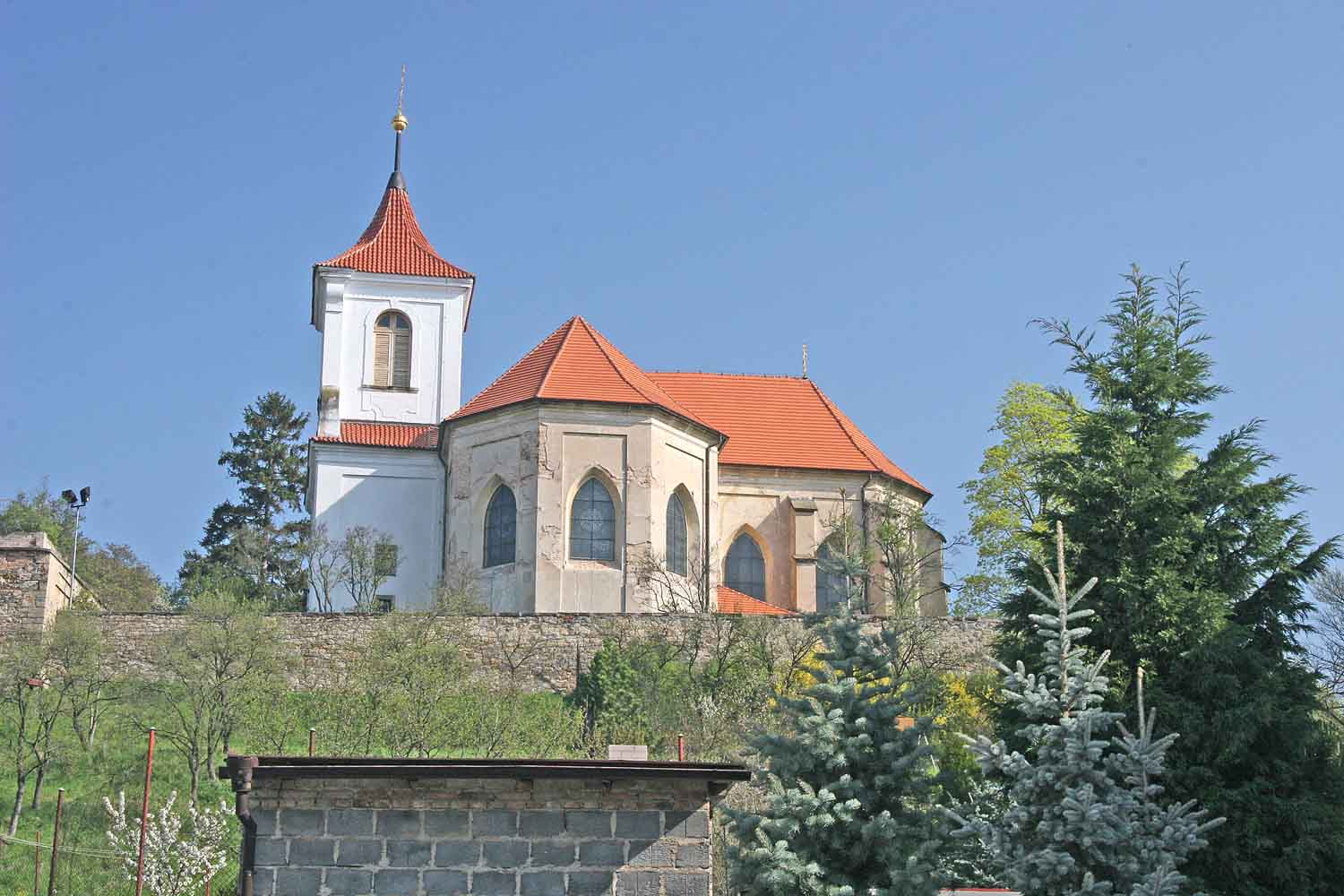

薩德斯卡是捷克的城鎮，位於該國北部，距離寧布爾克7公里，由中波希米亞州負責管轄，面積16.40平方公里，海拔高度185米，鎮上的大會堂建於1842至1843年，2011年人口3,256。

## 外部連結
- Municipal website （页面存档备份，存于） (in Czech)